# 후쿠모토 아이나
후쿠모토 아이나(일본어: 福本 愛菜, 1993년 3월 25일 ~ )는 일본의 탤런트이다. 요시모토 신 희극의 연구생.
나라현 카시하라 시 출신. 요시모토 크리에이트 에이전시 소속.

## 내력
2010년
- 9월 20일, 《NMB48 오프닝 멤버 오디션》에 합격 (응모 총수 7,256명, 최종 합격자 26명).
- 10월 9일, 《Visit Zoo 캠페인 응원 프로젝트 AKB48 도쿄 가을 축제 supported by NTT 플라라》에서 NMB48 제1기 연구생 26명의 1명으로서 첫 피로.

2011년
- 3월 10일, NMB48 제1기 연구생 25명중에서 16명의 1명으로서 팀N을 결성.

2012년
- 5월부터 6월에 걸쳐 실시된 《AKB48 27th 싱글 선발 총선거》에서는 6,912표를 획득해 43위가 되어, 넥스트 걸즈로 선출된다[1]. AKB48 명의 싱글으로는 첫 선발이 된다.
- 11월 25일에 오사카 부 오사카 시에서 개최된 제2회 오사카 마라톤 2012에 자선 러너로서 출장하여, 4시간 08분 45초로 완주[2].

2013년
- 2월 23일, 팀N 《누군가를 위해서》 리바이벌 공연에서 NMB48 졸업을 발표[3][4].
- 7월 1일, 이날 열린 졸업 공연을 가지고 NMB48을 졸업. 7월 2일부터 사무소를 KYORAKU요시모토.홀딩스에서 요시모토 크리에이티브 에이전시로 이적.
- 7월 8일, 요시모토 신 희극에 연구생으로서 입단하는 것이 발표되었다[5].
- 7월 13일, NMB48 졸업 후 처음으로 요시모토 신 희극 연구생으로서 《세야넨!》 (마이니치 방송 TV)에 출연했다.

2014년
- 7월 22일, 5up 요시모토에서 개최된 단독 이벤트 《후쿠모토 아이나의 미라클★LIVE》에서 산리오와 콜라보한 캐릭터 〈미라클 마린 짱〉을 발표[6].
- 9월 13일, 경시청 신쥬쿠 경찰서 《가을 전국 교통 안전 운동》 이벤트에 등장해, 일일 서장으로 임명되었다[7].

## 인물
- 〈아이나〉라고 하는 이름의 유래는, 〈모두에게 사랑받도록, 유채꽃의 시기인 3월에 태어났기 때문에〉.
- 성격은 튀고 싶어하는 사람[8]. 장점은 낯가림을 하지 않는, 단점은 네거티브[9].
- 취미는 쇼핑. 특히 패션 관계를 아주 좋아하고, 조금이라도 시간이 있으면 거리에 옷을 사러 나오는 만큼. 장래적으로는 자신의 옷을 디자인하는 것을 꿈의 하나로서 들고 있는[10].
- 일인칭은 〈초등 학생의 무렵은 조부모가 《あいちゃん 아이짱[*]》이라고 불렀기 때문에 자신도 그렇게 했지만, 학교에서는 《うち 우치[*]》, 텔레비전에서는 《私 와타시[*]》를 사용하지만, 평상시에는 《愛菜 아이나[*]》〉라고 구분하여 사용하고 있다[11].
- 3인 자제로 남동생이 2명 있다[12].
- 몸을 내던져 행동하는 일이 많지만, 실은 초 겁쟁이로, 야마다 나나에게도 〈겁쟁이〉라고 듣고 있다[13]. 무서운 것은 전반적으로 골칫거리로 곧 울어 버린다. 고가의 인형을 부수어 버리는 몰래 카메라에서도 눈물을 보이는 등[14], 기본적으로 눈물이 많기도 해, 본인 왈 〈울보〉[15]. 자신을 〈NMB 가장 멘탈이 약한 유리 하트의 소유자〉라고도 평가해, 벌레에 약하고, 병원이 제일 싫다고 한다
- 좋아하는 음식은, 고기·아이스크림[16]. 멤버 제일의 대식가라고 자부하고 있어, 특히 아이스는 1일 50개 먹었던 적이 있다고 한다[17]. 또 멜론빵도 좋아해, SKE48의 마츠이 레나에 〈플라잉 겟〉 극장반 발매 기념 대악수회에서 만났을 때, 〈멜론빵 동맹〉에 더해졌다[18][19]. 〈멜론빵 동맹〉이란 후지산 고고메에 소재하는 고고엔 레스트 하우스에서 판매하는 〈후지산 멜론빵〉을 먹는 것을 목표로 하면서, 일본의 멜론빵 소비 활동에 공헌하는 것을 활동 내용으로 하고 있는 동맹이다.[20].
- 운동신경이 좋은 스포츠 우먼으로, 초등학교 시절에는 수영과[21]배구를 배워[22], 중학교에서는 소프트 테니스부에 소속해 있었다[23]. 《돗킹 48》(칸사이 TV)이나 《좋은 아침 아사히 입니다》(ABC TV) 등의 프로그램에 출연할 때에도, 스포츠나 육체 노동으로 활동하는 것이 많다.
- 요리보다 케이크 만들기 등의 쪽을 잘한다.
- 아이돌이 되기 전은 교사 지망. 학교도 교육 실습이 있는 학교에 다녔으며, 실제로 직업 체험으로 초등학교에 갔던 적이 있다[24].
- 유치원 때부터 중학교 1학년까지의 사이 피아노를 배우고 있었다[25].
- 키마구렌의 대 팬[26].

### NMB48 관련
- 캐치프레이즈는, 〈야마토국으로부터, 사랑과 행복을 담아~아이냥 파동포~! 즈도도도도도도도도도도도봉~!!(우왓~~~~) 감사합니다. 나라 현 출신 ○살 아이냥이라고 하는 후쿠모토 아이나입니다〉.
- 오디션 때 사용한 자기 소개는 〈외형은 아이, 내용도 아이, 그 이름도 아이돌 탐정 아이냥〉[27].
- 최연장 멤버인 야마다(1992년생)에 뒤잇는 연장자. 야마모토 사야카나 와타나베 미유키와 같은 1993년생이지만, 빠른 생일이므로 의무 교육을 받고 있었던 시기의 학년은 야마다와 같았다.
- 누구에게도 상냥한 NMB48의 언니적 캐릭터[28].
- 같은 나라 현민 와타나베와 〈나라~즈〉라고 하는 콤비를 짜고 있어[29], 나라 현의 타운 정보지 《퍼플》이나, 《NMB48의 TEPPEN 라디오》 등에서 공동 출연하고 있다.
- 《스타 공주님 찾기》에서 행해진 멤버 앙케이트에서, 〈가장 리더십이 있다고 생각하는 멤버〉 제3위로 선택되었다[30].
- 만약 멤버에서 여자친구로 한다면, 야마다 나나. 덧붙여 야마다 자신도 같은 질문으로 후쿠모토를 선택하고 있다.
- 동경의 선배는 AKB48·타카하시 미나미[31].
- NMB48 멤버에서의 오시멘은 팀M의 오오타 리오나[32].
- Google+에 있어서의, AKB48 그룹의 부활동에서는 미술부에 소속해 있었다.

## NMB48에서의 참가곡

### 싱글 CD 선발곡
NMB48 명의
- 絶滅黒髪少女 / 절멸 흑발 소녀
  - 青春のラップタイム / 청춘의 랩타임
  - 僕が負けた夏 / 내가 진 여름 - 백조 명의
  - 三日月の背中 / 초승달의 등
- オーマイガー! / 오 마이 갓!
  - 僕は待ってる / 나는 기다리고 있어
  - 結晶 / 결정 - 백조 명의
  - 嘘の天秤 / 거짓말의 천칭 - NMB 세븐 명의
- 純情U-19 / 순정 U-19
  - 右へ曲がれ! / 오른쪽으로 돌아! - 홍조 명의
  - 恋愛のスピード / 연애의 스피드 - NMB 세븐 명의
- ナギイチ / 나기이치
  - 最後のカタルシス / 최후의 카타르시스 - 백조 명의
  - 初恋の行方とプレイボール / 첫사랑의 행방과 플레이 볼 - NMB 세븐 명의
- ヴァージニティー / 버지니티
  - 妄想ガールフレンド / 망상 걸프렌드
  - 存在してないもの / 존재하지 않는 것 - 홍조 명의
- 北川謙二 / 키타가와 켄지
  - 恋愛被害届け / 연애피해신고 - 홍조 명의

AKB48 명의
- 〈ギンガムチェック 깅엄 체크〉에 수록
  - ドレミファ音痴 / 도레미파 음치 - 넥스트 걸즈 명의
- 〈永遠プレッシャー 영원 프레셔〉에 수록
  - HA! - NMB48 명의

### 앨범 선발곡
NMB48 명의
- 《てっぺんとったんで! 텟펜 먹었어!》에 수록
  - てっぺんとったんで! / 텟펜 먹었어!
  - 12月31日 / 12월 31일
  - Lily - teamN 명의

### 극장 공연 유닛곡
팀N 1st Stage 〈누군가를 위해서〉 공연
- ライダー / 라이더

팀N 2nd Stage 〈청춘 걸즈〉 공연
- Blue rose
- ふしだらな夏 / 흐트러진 여름

## 출연

### 드라마
- 보육 탐정 25시~하나사키 신이치로는 잠들 수 없어!!~ (2015년 1월 16일 ~ 3월 13일, TV 도쿄) - 오오하라 미나미 역

### 영화
- 스캐너 기억의 조각을 읽는 남자 (2016년, 토에이) - 유이카와 히나코 역

### 무대
- 요시모토 신 희극 특별 공연 〈오사카의 진 신 희극~《군신풍락》 요도도노가 꾼 꿈~〉 (2014년 10월 1일 ~ 12일) - 센히메 역

### 버라이어티
- 스타 히메 사가시타로 〈NMB48 프로젝트〉 (2010년 9월 11일 ~ 2011년 9월 24일, TV 도쿄)
- AKBINGO! (2011년 2월 2일, 2013년 1월 2일 ~ 부정기 출연, 닛폰 TV)
- 돗킹 48 (2011년 4월 19일 ~ 2013년 3월 26일, 칸사이 TV)
- 나니와 나데시코 (2011년 7월 12일 ~ 12월 28일, 닛폰 TV)
- 발견! 놀라운! 푸레미야몬! 토요일은 안돼요! (2011년 ~ , 요미우리 TV)
- 〈이런 맛있는 것 처음 칸사이 미각의 비경 여행〉 (2012년 2월 26일, MBS) ※칸사이 지구 한정
- 〈켄코바·진나이·타무켄의 정말 좋잖아! 한국 여행　먹어~사~깨끗하게~100연발!!〉 (2012년 3월 25일, 칸사이 TV) ※칸사이 지구 한정
- 열혈! 인정파 코미디 샤카리키 츄자이 상 (2012년 4월 8일 ~ 2013년 3월 31일, ABC) ※5up요시모토에서 매주 목요일에 공개 수록을 하고 있었다.
- NMB48 게닌! (2012년 7월 3일 ~ 9월 25일, 닛폰 TV)
- 있어 있어 YY 테레비 (2012년 9월 3일, TVQ 큐슈 방송)
- 요시모토 신 희극 (2013년 8월 3일 ~ 부정기 출연, 마이니치 방송)
- 주말 응원 내비☆아호야넹! 스키야넹! (2014년 4월 5일 ~ , NHK 종합) ※오사카 방송국 제작, 칸사이 지구 한정. 〈라붓치〉로서 월 1회 정도 출연.
- 와로틴! (2014년 8월 7일 ~ 9일, 칸사이 TV) - 어시스턴트
- 와케아리! 레드 존 (2015년 3월 12일 ~ , 요미우리 TV) - 어시스턴트
- 소레! 소레! 멘소~레 오키나와 종단! 지역 배틀~바다다! 퀴즈다! 연예인 진검 승부 대결~ (2015년 3월 28일, 칸사이 TV) - 진행

### 라디오
- MBS 우타구미 Smile×Songs 〈NMB48의 TEPPEN 라디오〉 (2011년 10월 24일 ~ 2013년 6월 26일, MBS 라디오)
- 우타구미 파티 (2013년 10월 8일 ~ 2014년 3월 26일, MBS 라디오) - 수요 퍼스낼리티
- 우타밧카 (MBS 라디오) - 퍼스낼리티
  - 화요일 오늘밤은 ○○밧카 (2014년 4월 1일 ~ 2015년 3월 24일)
  - 후쿠모토 아이나의 우타밧카 (2015년 4월 1일 ~ )

### CM
- 몬스터 헌터 3G (2011년 11월 ~ , 캡콤) - 토쿠이 요시미 (튜터리얼), 슬림 클럽과 공동 출연
- JOYSOUND (2012년 6월 ~ ) - 넥스트 걸즈로서

## 서적

### 잡지·신문 연재
- 퍼플 (2011년 6월 25일 ~ , N·I·PLANNING) - 〈NMB48 아이냥or미루키의 나라 둘러 보기〉를 와타나베 미유키와 공동 연재.